# Archivo General de Protocolos (Guatemala)
Archivo General de Protocolos es una dependencia de naturaleza administrativa de la Presidencia del Organismo Judicial, que organiza, controla y supervisa el ejercicio del notariado en la República de Guatemala. Archiva protocolos, expedientes de jurisdicción voluntaria notarial y demás documentos notariales, registra firma y sello de notarios, así como poderes y modificaciones; constituyéndose con ello en garante de la seguridad jurídica y de la fe pública documental.

## Historia
El Archivo General de Protocolos fue creado según decreto 257 que contenía la ley orgánica y reglamentaria del poder judicial, emitida por el presidente de la República el 17 de febrero de 1880. 
Inicialmente, fue creado para que se depositaran los tomos de notarios fallecidos y suspendidos en el ejercicio profesional. Posteriormente en 1882 se emite el decreto 271 del Presidente de la República que amplio las funciones del Archivo de Protocolos, establecido que se tenía que depositar los protocolos de los notarios si estos de forma voluntaria deseaban hacerlo y otras situaciones como cuando un notario era objeto de auto de prisión o el notario dejara de caratular por razones laborales en un puesto que llevase aneja jurisdicción y además cuando estos tuviesen que ausentarse del territorio de la República. 
El presidente de la República de Guatemala el General Jorge ubico emitió el decreto 1563 en 1934, que contenía la Ley de Notariado, en esta ley se regula de forma más extensa lo relacionado con el Archivo de Protocolos, establecía que el archivo sigue siendo una dependencia de la Presidencia del Organismo Judicial e indica que llevara el archivo por nombre "Archivo General de Protocolos". En el año de 1935 el presidente Jorge ubico promulga el decreto 1744, en el cual se establece que el Archivo General de Protocolos dependerá ahora de la Corte Suprema de Justicia y no de la Presidencia del Organismo Judicial. 
En el año de 1946 el Congreso de la República decreta el Código de Notariado, a través del decreto 314, ley que rige el ejercicio de la profesión del notariado en Guatemala hasta nuestros días, misma que entró en vigencia el 1 de enero de 1947, que es la ley vigente que regula todo lo relacionado al Archivo General de Protocolos en la actualidad.

## La Organización administrativa es la siguiente

### Director del archivo General de Protocolos
De conformidad con el artículo 78 del decreto 314, Código de Notariado, el Archivo estará a cargo de un notario hábil que haya ejercido por un periodo no menor de cinco años. a quien se le designara con el título de Director del Archivo General de Protocolos y que es nombrado por la Corte Suprema de Justicia. 

#### Atribuciones del Director del Archivo
Entre otras atribuciones tal como lo menciona el artículo 81 del Código de Notariado, decreto 314, se encuentran: Extender testimonios de instrumentos públicos que obren en el archivo, practicar la inspección de los protocolos de los notarios, exigir la entrega de los protocolos cuando debe hacerse conforme a la ley, guardar y conservar bajo su responsabilidad los protocolos, avisos notariales y demás documentos del archivo; rendir informe a los tribunales de justicia sobre los documentos del archivo, registrar los poderes, modificaciones y revocatorias de poderes, dar parte a la Corte Suprema de Justicia de las infracciones que cometa el notario por inobservancia de la ley y de las irregularidades que al inspeccionar los protocolos evidencia. 

### Naturaleza del Archivo de Protocolos
De conformidad con lo establecido en el artículo 82 del decreto 314, el archivo es de naturaleza pública. por lo que el director debe permitir sin cobro alguno que cualquier persona interesada realice la consulta de una escritura o documento. a excepción de los testamentos o donaciones mortis causa que solo podrán ser exhibidos a los otorgantes y al notario autorizante, mientras el testador no haya fallecido.